# Die Linke Niedersachsen
Die Linke Niedersachsen ist der niedersächsische Landesverband der Partei Die Linke. Hauptsitz des Landesverbandes ist die Landeshauptstadt Hannover, in der ein Landesbüro besteht. Die Linke ist mit sechs niedersächsischen Abgeordneten im Bundestag vertreten.

## Geschichte
Der Landesverband Die Linke Niedersachsen gründete sich auf ihrem Landesparteitag am 8. und 9. September 2007 aus dem Landesverband PDS Niedersachsen und dem Landesverband WASG Niedersachsen in Folge der Gründung der Partei Die Linke am 16. Juni 2007. Auf dem ersten Landesparteitag wurden Diether Dehm und Kreszentia Flauger zu den ersten Landesvorsitzenden der Partei gewählt.
Im Zuge der Landtagswahl 2008 gelang der Linken mit 7,1 % und 11 Abgeordneten der Einzug in den Niedersächsischen Landtag. Die Landesvorsitzende Kreszentia Flauger wurde gemeinsam mit Manfred Sohn Fraktionsvorsitzende in einer Doppelspitze. Kurz nach dem Einzug in den Landtag wurde die Landtagsabgeordnete Christel Wegner, die als DKP-Mitglied über die Landesliste der Linken in den Landtag eingezogen ist, aufgrund einer umstrittenen Äußerung zum Mauerbau in der DDR aus der Linksfraktion ausgeschlossen und verblieb als fraktionsloses Mitglied im Landtag. Somit hatte Die Linksfraktion nur noch 10 Mitglieder.
Auf dem 2. Landesparteitag 2009 wurde Diether Dehm als Landesvorsitzender bestätigt. Die bisherige Co-Vorsitzende Kreszentia Flauger trat nicht mehr als Landesvorsitzende an. Grund war ihre Tätigkeit als Fraktionsvorsitzende der Landtagsfraktion, auf die sie sich konzentrieren wollte. Neue Landesvorsitzende wurde die Osnabrückerin Giesela Brandes-Steggewentz.
Bei der Bundestagswahl 2009 konnte die Linke mit 11,2 % 76 Bundestagsmandate erringen. Dies war das bis dahin und auch bis heute höchste Wahlergebnis der Linken und ihrer Vorgängerin PDS. Die niedersächsische Linke profitierte davon, denn aus Niedersachsen zogen 6 Kandidaten in den Bundestag ein.
Der bisherige Landesvorsitzende Diether Dehm kandidierte auf dem 3. Landesparteitag 2010 nicht erneut. Die Landesvorsitzende Giesela Brandes-Steggewentz wurde in ihrem Amt bestätigt. Neuer Landesvorsitzender wurde der Fraktionsvorsitzende der Linksfraktion im niedersächsischen Landtag, Manfred Sohn. Er verzichtete in der Folge auf den Fraktionsvorsitz, um sich auf seine neue Rolle als Landesvorsitzender zu konzentrieren. Für ihn wurde Hans-Henning Adler, neben der Fraktionsvorsitzenden Kreszentia Flauger, neuer Fraktionsvorsitzender im Landtag.
Erste Herausforderung für das neue Spitzenduo der niedersächsischen Linken wurde die erste Kommunalwahl seit der Gründung des Landesverbandes. In der Kommunalwahl 2011 erreichte die Partei niedersachsenweit 2,4 %.
Auf dem 4. Landesparteitag 2012 wurde der bisherige Landesvorsitzende Manfred Sohn wiedergewählt. Neue Co-Vorsitzende für die nicht mehr angetretene Giesela Brandes-Steggewentz wurde die Europaabgeordnete Sabine Lösing.
Bei der Landtagswahl 2013 verfehlte die Partei mit 3,1 % der abgegebenen Stimmen klar den Wiedereinzug in den Landtag und schied in der Folge aus dem Landtag aus. Infolge der verlorenen Landtagswahl gründete die Landespartei die sogenannte „Außerparlamentarische Fraktion“, kurz APF, die die Entwicklungen im Landtag kommentieren und als außerparlamentarische Opposition wirken sollte. Die Arbeit der APF kam im Laufe der Legislaturperiode des Landtages nahezu zum Erliegen.
Bei der Bundestagswahl 2013 erreichte die Partei in Niedersachsen 5,0 % der gültigen Stimmen. Es zogen vier Abgeordnete der niedersächsischen Landesliste zur Bundestagswahl in den Bundestag ein.
Trotz des Bundestagswahlergebnisses konnte sich die Partei von der verlorenen Landtagswahl nicht erholen. So kam es zu innerparteilichen Streitigkeiten. Ein Zerwürfnis zwischen dem dominierenden Bundestagsabgeordneten und ehemaligen Landesvorsitzenden Diether Dehm und dem amtierenden Landesvorsitzenden Manfred Sohn sorgte dafür, dass die Arbeit des Landesvorstandes nahezu zum Erliegen kam. Auf der 1. Tagung des 5. Landesparteitages im Jahr 2015 kandidierte Manfred Sohn in der Folge nicht erneut und zog sich aus der aktiven Politik zurück. Auch Sabine Lösing stand für eine erneute Kandidatur zum Landesvorsitz nicht zur Verfügung. Auf dem Parteitag wurden schließlich der Bundestagsabgeordnete Herbert Behrens und Anja Stoeck zu den neuen Landesvorsitzenden gewählt. Sie konnten die Landespartei wieder aufrichten.
In die Amtszeit des Spitzenduos Behrens/Stoeck fiel auch die erste Bewährungsprobe für die Linke auf kommunaler Ebene. Bei den Kommunalwahlen in Niedersachsen 2016 konnte die Linke mit niedersachsenweit 3,3 % ein Plus von 0,9 % gegenüber 2011 verzeichnen.
Bei der Aufstellung der Landesliste zur Bundestagswahl 2017 wurde der Landesvorsitzende Herbert Behrens, der seit 2009 im Bundestag saß, nicht mehr auf die Landesliste gewählt. In der Folge kündigte er an, nicht erneut für den Landesvorsitz zu kandidieren.
Am 4. und 5. März 2017 wurde die niedersächsische Bundestagsabgeordnete Pia Zimmermann neben der bisherigen Landesvorsitzenden Anja Stoeck, die wiedergewählt wurde, zur Landesvorsitzenden gewählt, womit erstmals in der Geschichte der Partei „Die Linke“ eine weibliche Doppelspitze einen Landesverband führt.
Bei der Landtagswahl 2017 verfehlte die Partei mit 4,6 % der abgegebenen Stimmen knapp den Einzug in den Landtag.
Im Juni 2018 trat Pia Zimmermann von ihrem Amt als Landesvorsitzende zurück. Als Nachfolger wurde am 8. September 2018 Lars Leopold gewählt.
Auf dem Hannoveraner Landesparteitag im März 2019 trat Anja Stoeck nicht erneut an. Zur neuen Ko-Landesvorsitzenden wurde Heidi Reichinnek gewählt. Leopold wurde im Amt bestätigt.
Am 13. März 2021 wurden Reichinnek und Leopold auf dem Landesparteitag in Hannover wiedergewählt.
Bei der Landtagswahl 2022 verfehlte die Partei mit 2,7 % der abgegebenen Stimmen erneut den Einzug in den Landtag.
Im März 2023 trat Leopold nicht erneut als Landesvorsitzender seiner Partei an. Ursachen auch der Wahlniederlage bei der Landtagswahl sah Leopold insbesondere in innerparteilichen Grabenkämpfen.
Um die drohende Spaltung der Partei möglichst noch abwenden zu können, beteiligte er sich an der Gründung des „was tun?!“-Netzwerkes als innerparteiliche Opposition.
Leopold, der zu dieser Zeit bereits mit seiner Partei haderte, trat schließlich am 23. Oktober 2023 nach 18 Jahren Parteizugehörigkeit aus der Partei aus.
Am 11. März 2023 wurden Franziska Junker und Thorben Peters auf einem Landesparteitag in Hannover als neue Landesvorsitzende gewählt. Junker trat im Januar 2025 aus der Linkspartei aus.
Auf dem Landesparteitag in Hannover am 21. und 22. Juni 2025 wurde Thorben Peters als Landesvorsitzender wiedergewählt und die Doppelspitze mit Hilke Hochheiden komplettiert.

## Landesvorsitzende
| Amtszeit  | Landesvorsitzende/r | Landesvorsitzende           |
| --------- | ------------------- | --------------------------- |
| 2007–2009 | Diether Dehm        | Kreszentia Flauger          |
| 2009–2010 | Diether Dehm        | Giesela Brandes-Steggewentz |
| 2010–2012 | Manfred Sohn        | Giesela Brandes-Steggewentz |
| 2012–2015 | Manfred Sohn        | Sabine Lösing               |
| 2015–2017 | Herbert Behrens     | Anja Stoeck                 |
| 2017–2018 | Pia Zimmermann      | Anja Stoeck                 |
| 2018–2019 | Lars Leopold        | Anja Stoeck                 |
| 2019–2021 | Lars Leopold        | Heidi Reichinnek            |
| 2021–2023 | Lars Leopold        | Heidi Reichinnek            |
| 2023–2025 | Thorben Peters      | Franziska Junker            |
| seit 2025 | Thorben Peters      | Hilke Hochheiden            |

## Landtagsfraktion
Bei der Landtagswahl in Niedersachsen 2008 gelang der Landespartei mit 7,1 % der bislang einzige Einzug in den niedersächsischen Landtag. Die Linke war seitdem mit 11 Abgeordneten im Niedersächsischen Landtag vertreten, von denen eine Abgeordnete, die als Mitglied der Deutschen Kommunistischen Partei über die Landesliste der Linken gewählt wurde, aus der Linksfraktion ausgeschlossen wurde. Somit hatte Die Linke nur noch 10 Landtagsabgeordnete. Am Ende der Periode, kurz vor der Landtagswahl 2013, trat die SPD-Landtagsabgeordnete Sigrid Leuschner zur Linksfraktion über. Somit hatte Die Linke am Ende der Wahlperiode nun wieder 11 Landtagsabgeordnete.
Bei allen anderen Landtagswahlen verfehlte die Linke den Einzug in den Landtag und stellte somit keine Fraktion.

## Niedersächsische Abgeordnete im Deutschen Bundestag

### 20. Bundestag (2021–2025)
Bei der Bundestagswahl 2021 erreichte Die Linke 4,9 % der Zweitstimmen und erhielt damit 39 von 736 Mandaten. In Niedersachsen hat Die Linke bei der Bundestagswahl 2021 ein Ergebnis von 3,3 % erreicht. Damit sind im niedersächsischen Landesverband der Linken nun 3 statt bisher 5 Abgeordnete über die Landesliste in den Bundestag eingezogen. Die Linke Niedersachsen wurde von den folgenden Abgeordneten im Bundestag vertreten: Amira Mohamed Ali, Victor Perli und Heidi Reichinnek. Mohamed Ali verließ 2023 die Linke und wechselte zum BSW.

### 21. Bundestag (seit 2025)
Im 21. Deutschen Bundestag ist die Niedersächsische Linke mit sechs Abgeordneten vertreten: Jorrit Bosch, Anne-Mieke Bremer, Maik Brückner, Cem Ince, Maren Kaminski und Heidi Reichinnek. Die Linke hatte bei der Bundestagswahl 2025 in Niedersachsen 8,1 % der Stimmen erreicht.

## Niedersächsische Abgeordnete im Europaparlament
Im Europaparlament war Die Linke in Niedersachsen mit einer Europaabgeordneten vertreten. Von 2009 bis 2019 war die ehemalige Landesvorsitzende Sabine Lösing aus Niedersachsen Mitglied des Europäischen Parlaments und vertrat dort die niedersächsische Linkspartei in der GUE/NGL-Fraktion des Europäischen Parlamentes. 2014 wurde Sabine Lösing wiedergewählt und schied 2019 aus.

## Belege
1. ↑  Die Linke. Niedersachsen gegründet. (Memento vom 4. April 2017 im Internet Archive) In: die-linke-bs.de, 11. September 2007, abgerufen am 4. April 2017.
2. ↑  Linke will zurück in den Landtag – Partei im Aufwind. T-Online, 22. Juni 2025, abgerufen am 13. Juli 2025.
3. ↑  Landessatzung. dielinke-nds.de, Februar 2015, archiviert vom Original am 4. April 2017; abgerufen am 8. Februar 2025.
4. ↑  Anja Stoeck und Herbert Behrens führen Linkspartei in Niedersachsen. In: Welt.de. Abgerufen am 5. April 2017.
5. ↑  Landesvorsitzende Pia Zimmermann zurückgetreten. In: Hannoversche Allgemeine. Abgerufen am 10. September 2018.
6. ↑  Lars Leopold wird neuer Co-Vorsitzender der Linken. In: Hildesheimer Allgemeine Zeitung. Archiviert vom Original (nicht mehr online verfügbar) am 10. September 2018; abgerufen am 15. März 2024.
7. ↑  NDR: Die Linke: Reichinnek ist neue Landesvorsitzende. Abgerufen am 17. September 2020.
8. ↑  NDR: Linke in Niedersachsen bestätigt Führungsduo. Abgerufen am 10. Dezember 2021.
9. ↑  Rainer Breda: Ein Hildesheimer hört in der Linken-Spitze auf, ein anderer steigt auf. 13. März 2023, abgerufen am 27. Oktober 2023.
10. ↑  Elisabeth Woldt: Netzwerk "Was tun": Darum steht die Linke in Niedersachsen vor der Spaltung. 12. August 2023, abgerufen am 27. Oktober 2023.
11. ↑  Linken-Streit um Wagenknecht: Leopold kritisiert Beschluss des Bundesvorstands. Abgerufen am 27. Oktober 2023.
12. ↑  Thomas Wedig: Sahra Wagenknecht wirbelt auch die Linken im Kreis Hildesheim durcheinander. 24. Oktober 2023, abgerufen am 27. Oktober 2023.
13. ↑  NDR: Linke in Niedersachsen hat eine neue Doppelspitze gewählt. Abgerufen am 27. Mai 2023.
14. ↑  Klaus Wallbaum: Die Landesvorsitzende Franziska Junker kehrt der Linkspartei den Rücken. In: rundblick-niedersachsen.de. 10. Januar 2025, abgerufen am 10. Januar 2025.
15. ↑  Thorben Peters & Hilke Hochheiden: Danke für den Landesparteitag. In: dielinke-nds.de. 27. Juni 2025, abgerufen am 7. Juli 2025.
16. ↑  Ergebnisse Niedersachsen - Die Bundeswahlleiterin. Abgerufen am 1. April 2025.
17. ↑  DIE LINKE. Landesverband Niedersachsen: Europaparlament. In: dielinke-nds.de. Archiviert vom Original (nicht mehr online verfügbar) am 5. April 2017; abgerufen am 15. März 2024.